# Aubregrinia taiensis
Espèce
Synonymes
- Endotricha taiensis Aubrév. & Pellegr.[2]
- Pouteria taiensis (Aubrév. & Pellegr.) Baehni[2]

Statut de conservation UICN

 CR B1+2c : 
En danger critique
Aubregrinia taiensis est une espèce de plantes à fleurs du genre Aubregrinia de la famille des Sapotaceae.

## Répartition
Ce taxon se rencontre dans les pays suivants : Côte d'Ivoire, Ghana, Liberia.

## Systématique
Le nom correct complet (avec auteur) de ce taxon est Aubregrinia taiensis (Aubrév. & Pellegr.) Heine.
L'espèce a été initialement classée dans le genre Endotricha sous le basionyme Endotricha taiensis Aubrév. & Pellegr..
Aubregrinia taiensis a pour synonymes :
- Endotricha taïensis Aubrév. & Pellegr.
- Pouteria taiensis (Aubrév. & Pellegr.) Baehni